# Рюшайд
Рюшайд (нім. Rüscheid) — громада в Німеччині, розташована в землі Рейнланд-Пфальц. Входить до складу району Нойвід. Складова частина об'єднання громад Ренгсдорф.
Площа — 4,90 км2. Населення становить 824 ос. (станом на 31 грудня 2020).